# Spigelia stenophylla
Spigelia stenophylla är en tvåhjärtbladig växtart som beskrevs av Prog.. Spigelia stenophylla ingår i släktet Spigelia och familjen Loganiaceae. Inga underarter finns listade i Catalogue of Life.